# غلوريا وارن
غلوريا وارن (بالإنجليزية: Gloria Warren)‏ هي مغنية وممثلة أمريكية، ولدت في 7 أبريل 1926 في ويلمنغتون في الولايات المتحدة.

## وصلات خارجية
- غلوريا وارن على موقع IMDb (الإنجليزية)
- غلوريا وارن على موقع تيرنر كلاسيك موفيز (الإنجليزية)
- غلوريا وارن على موقع أول موفي (الإنجليزية)
- غلوريا وارن على موقع قاعدة بيانات الفيلم (الإنجليزية)